# Wykres wachlarzowy

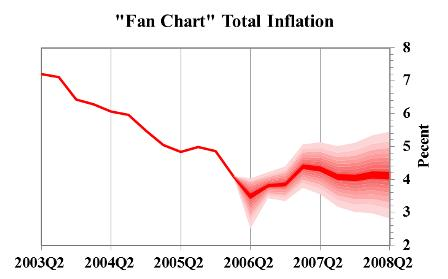
Przykład wykresu wachlarzowego

Wykres wachlarzowy – stosowany w analizie szeregów czasowych wykres łączący wykres liniowy przedstawiający dane z przeszłości z wykresem w kształcie wachlarza pokazującym zakresy możliwych wartości przyszłych obserwacji wraz z linią przedstawiającą centralne oszacowanie lub najbardziej prawdopodobną wartość przyszłych wyników.
Termin „wykres wachlarzowy” (ang. fan chart) został zaproponowany przez Bank Anglii, który używa tego typu wykresów od 1997 r. w swoim „Raporcie o inflacji”, aby przedstawiać opinii publicznej przewidywania dotyczące przyszłej inflacji. Podobne wykresy stosowane są również przez Narodowy Bank Polski i Rezerwę Federalną. 